# Poljska federacija za obranu života
Poljska federacija za obranu života poljska je udruga od stotinjak pokreta i organizacija, koje se zauzimaju za zaštitu života od začeća do prirodne smrti i pomažu trudnicama u teškim životnim situacijama.
Organizacija je nastala na inicijativu profesorice Alicje Grześkowiak, koja je 1992. godine pozvala na sastanak u Senatu Republike Poljske skupinu predstavnika pokreta za život. U lipnju iste godine osnovana je »Poljska federacija za obranu života«, iako je formalno upisana u registar udruga pri Nacionalnom sudskom registru deset godina kasnije, 4. prosinca 2002. Godine 1996., »Poljska federacija za obranu života« bila je organizator velikog vala prosvjeda protiv liberalizacije zakona o pobačaju u Poljskoj, a u sljedećoj godini, nekoliko njezinih vođa također je ušlo u poljski parlament Sejm.
Zajedno sa »Zakladom za glas za život«, Federacija je izdala dvomjesečni list "Głos dla Życia" (hrv. »Glas za život«).
U 2012. godini, Poljska federacija za obranu života nagrađena je Europskom nagradom građana, koju dodjeljuje Europski parlament.